# 鲁迅学院浙东分院旧址
29°53′58″N 121°04′31″E / 29.8995°N 121.07514°E
鲁迅学院浙东分院旧址原名上岳殿，是浙江省余姚市一处全国重点文物保护单位，位于梁弄镇宣家塔村。1945年，浙东敌后临时行政委员会文教处创办的鲁迅学院浙东分院搬迁至此。2006年，旧址与其他曾被浙东抗日根据地使用的建筑一道被列入第六批全国重点文物保护单位中的浙东抗日根据地旧址项目。